# Aviva Baumann
Aviva Farber, coniugata Baumann (Santa Fe, 10 luglio 1984), è un'attrice statunitense.

## Vita privata
Dal giugno 2012 è sposata con l'attore Ken Baumann.

## Filmografia parziale

### Cinema
- Botte di Natale, regia di Terence Hill (1994)
- Down in the Valley, regia di David Jacobson (2005)
- Su×bad - Tre menti sopra il pelo (Superbad), regia di Greg Mottola (2007)
- Saint John of Las Vegas, regia di Hue Rhodes (2009)
- Guides, regia di Kelly Ann Sharman (2009)
- Black Velvet, regia di Tim Pape (2011)
- Lizzie, regia di David Dunn Jr. (2012)

### Televisione
- Cold Case - Delitti irrisolti (Cold Case) – serie TV, episodio 4x20 (2007)
- Jimmy fuori di testa (Out of Jimmy's Head) – serie TV, 1 episodio (2007)
- Criminal Minds – serie TV, 1 episodio (2008)
- NCIS - Unità anticrimine (NCIS) – serie TV, 2 episodi (2008-2010)
- The Closer – serie TV, 1 episodio (2009)
- Party Down – serie TV, 2 episodi (2010)
- Law & Order: LA – serie TV, 1 episodio (2010)
- Burn Notice - Duro a morire (Burn Notice) – serie TV, 1 episodio (2011)

## Doppiatrici italiane
Nelle versioni in italiano delle opere in cui ha recitato, Aviva Baumann è stata doppiata da:
- Alessia Amendola in Cold Case - Delitti irrisolti
- Eleonora Reti in Su×bad - Tre menti sopra il pelo
- Sara Ferranti in The Closer